# Маврикій Готтліб

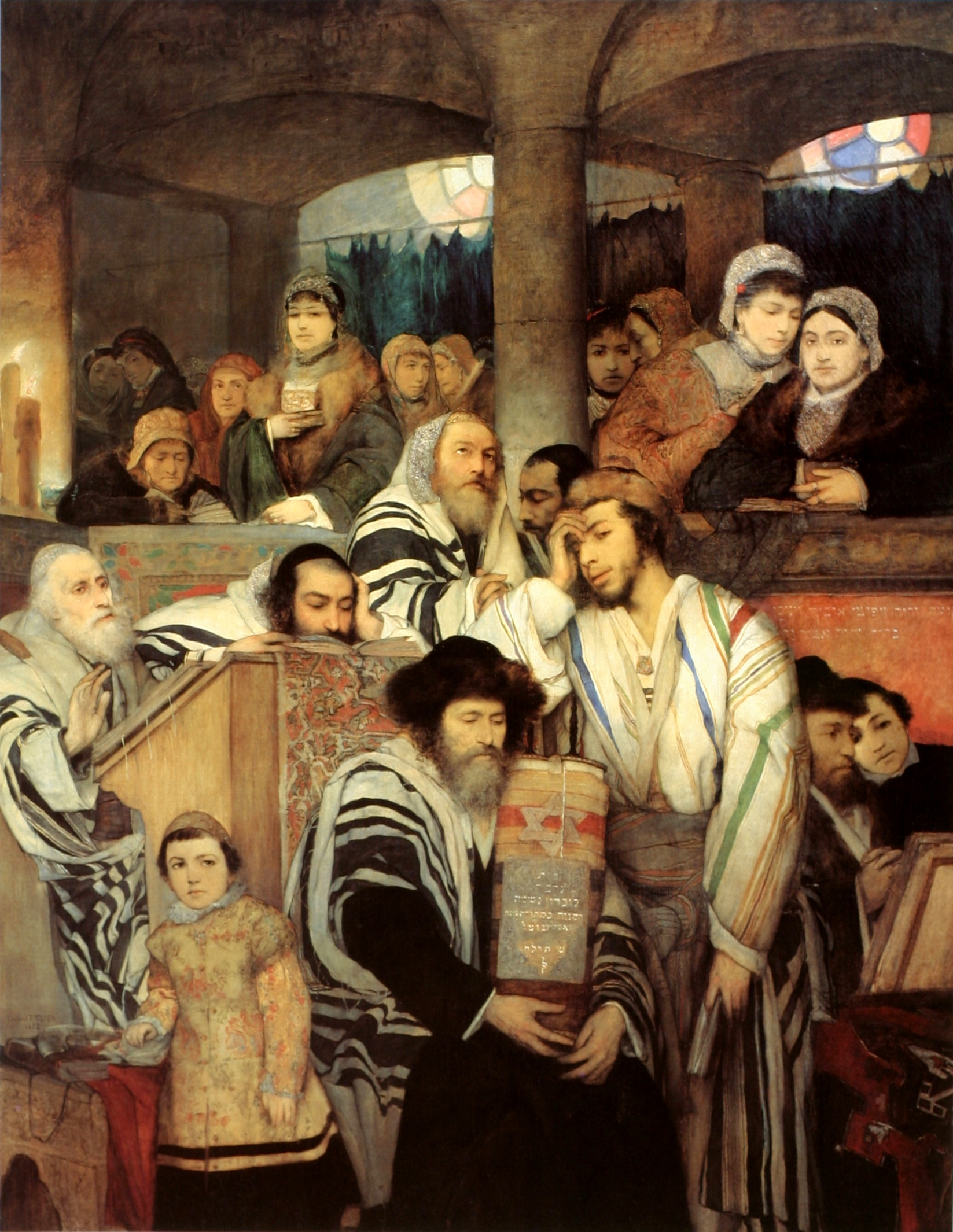
Maurycy Gottlieb - Jews Praying in the Synagogue on Yom Kippur

Маурицій Ґотліб, також Маврицій Готтліб, Маврикій Готтліб[джерело?] (21/28 лютого 1856, Дрогобич — 17 липня 1879, Краків) — знаний галицький єврейський маляр.

## Життєпис
Походив із Дрогобича. Навчався у школі отців василіян у Дрогобичі, потім у гімназії у Львові; був відрахований з гімназії за малюнок-карикатуру на одного з учителів, але продовжував навчання приватно і склав іспити в нижчій реальній школі в Стрию.
У віці 15 років він поступив у Академію Мистецтв у Відні. Пізніше навчався під проводом Яна Матейка в Кракові. Потім повернувся до Відня. У віці 20 років виграв золоту медаль в художньому конкурсі за картину «Шайлок і Джесіка», де зображена сцена з твору Шекспіра Венеційський купець. Він змалював Джесіку у вигляді Лаури Розенфельд, на якій він хотів одружитися. Проте Пані Розенфельд відкинула його пропозицію і одружилася з берлінським банкіром. Вважають, що саме це було причиною його самогубства, що строго засуджується. Похований в Кракові.
Попри його ранню смерть, існує понад 300 його картин, хоча не всі є завершеними. Його репутація значно зросла після падіння комунізму, коли в Польщі було віднайдено багато невідомих колекцій.
Його брат, художник Леопольд, народився за місяць до його смерті.

## Творчість
Писав картини на історичні сюжети, розробляв єврейські теми, в тому числі — біблійські сюжети.

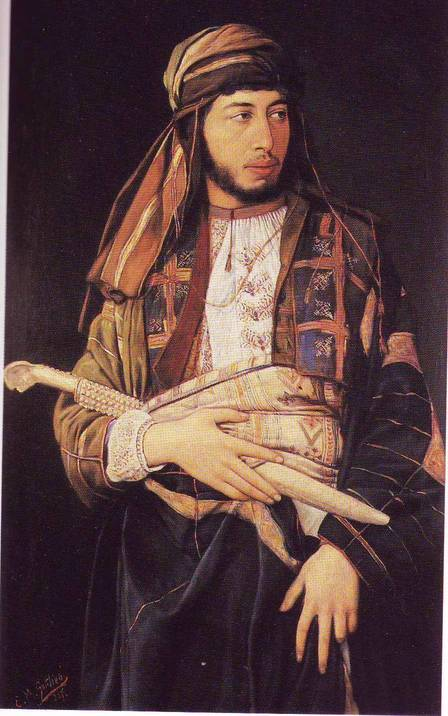
Selbstportrait in arabischer Kleidung
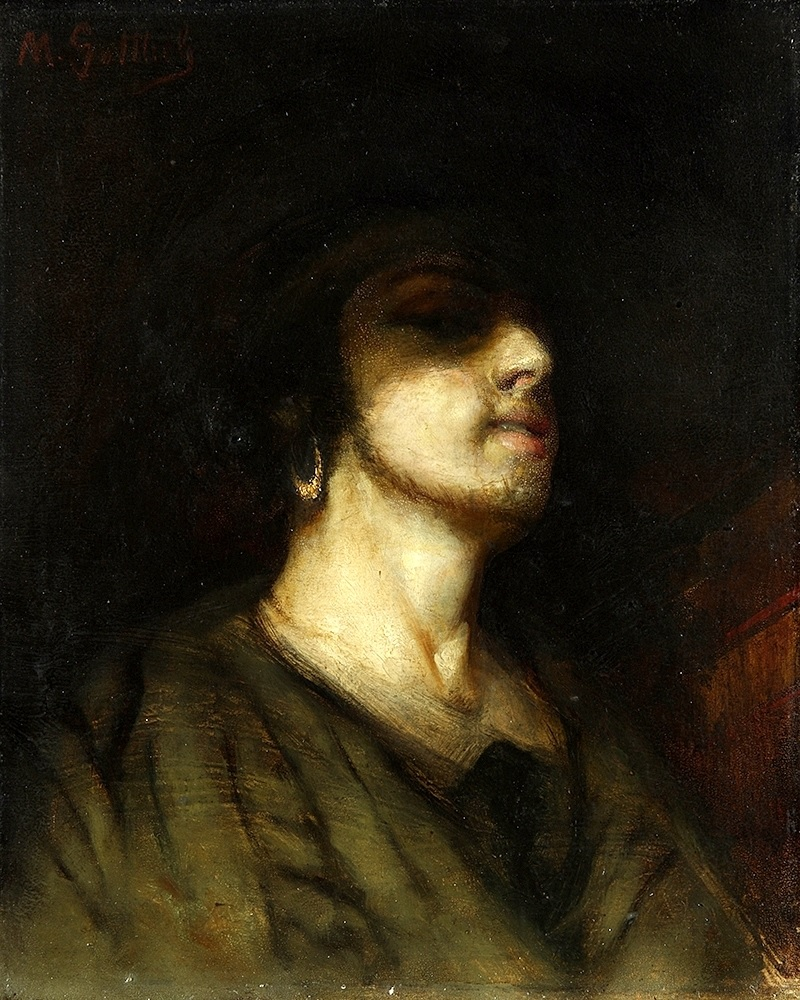
Selbstporträt (1876)
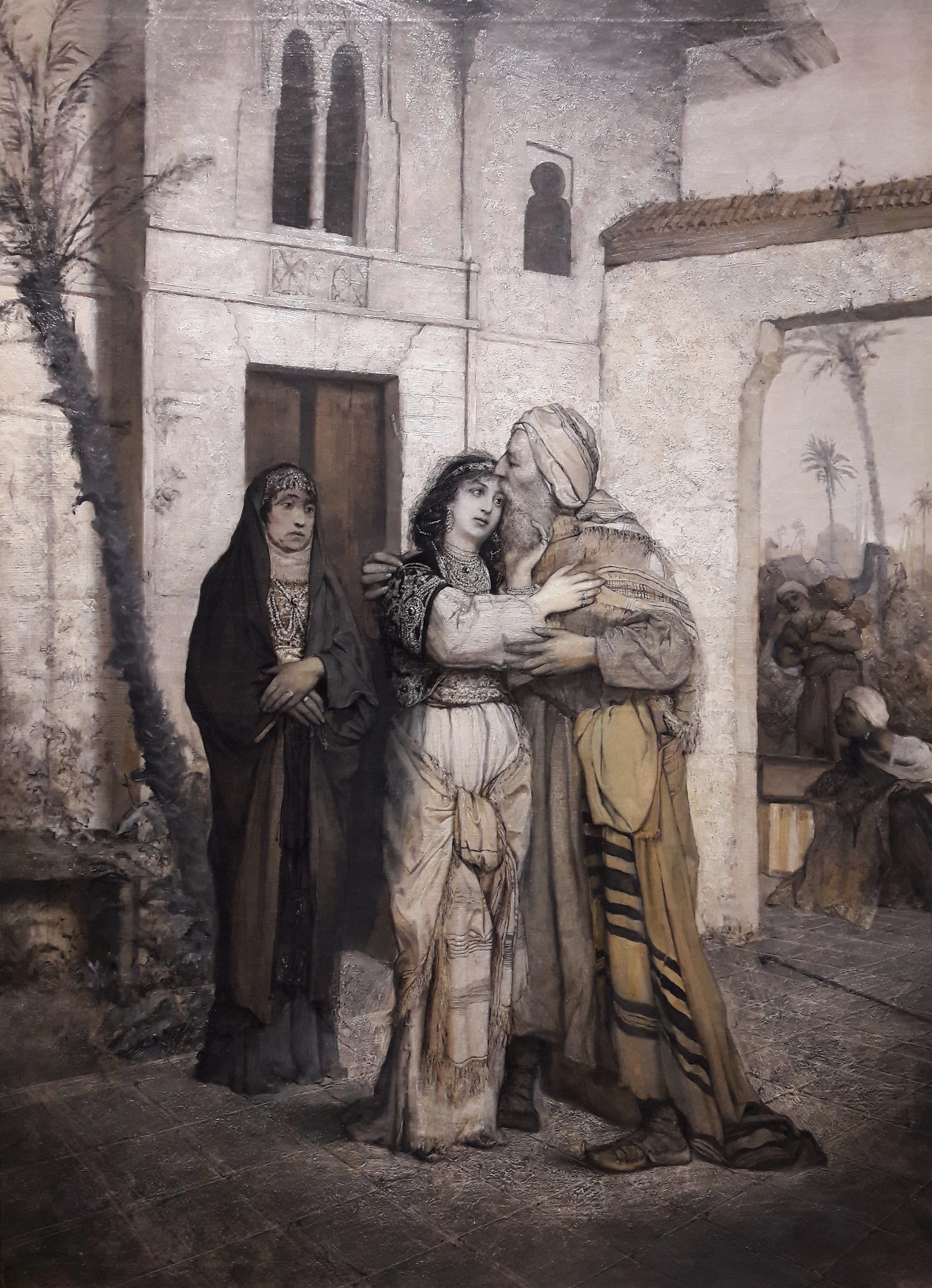
Recha welcoming her father, 1867–1877
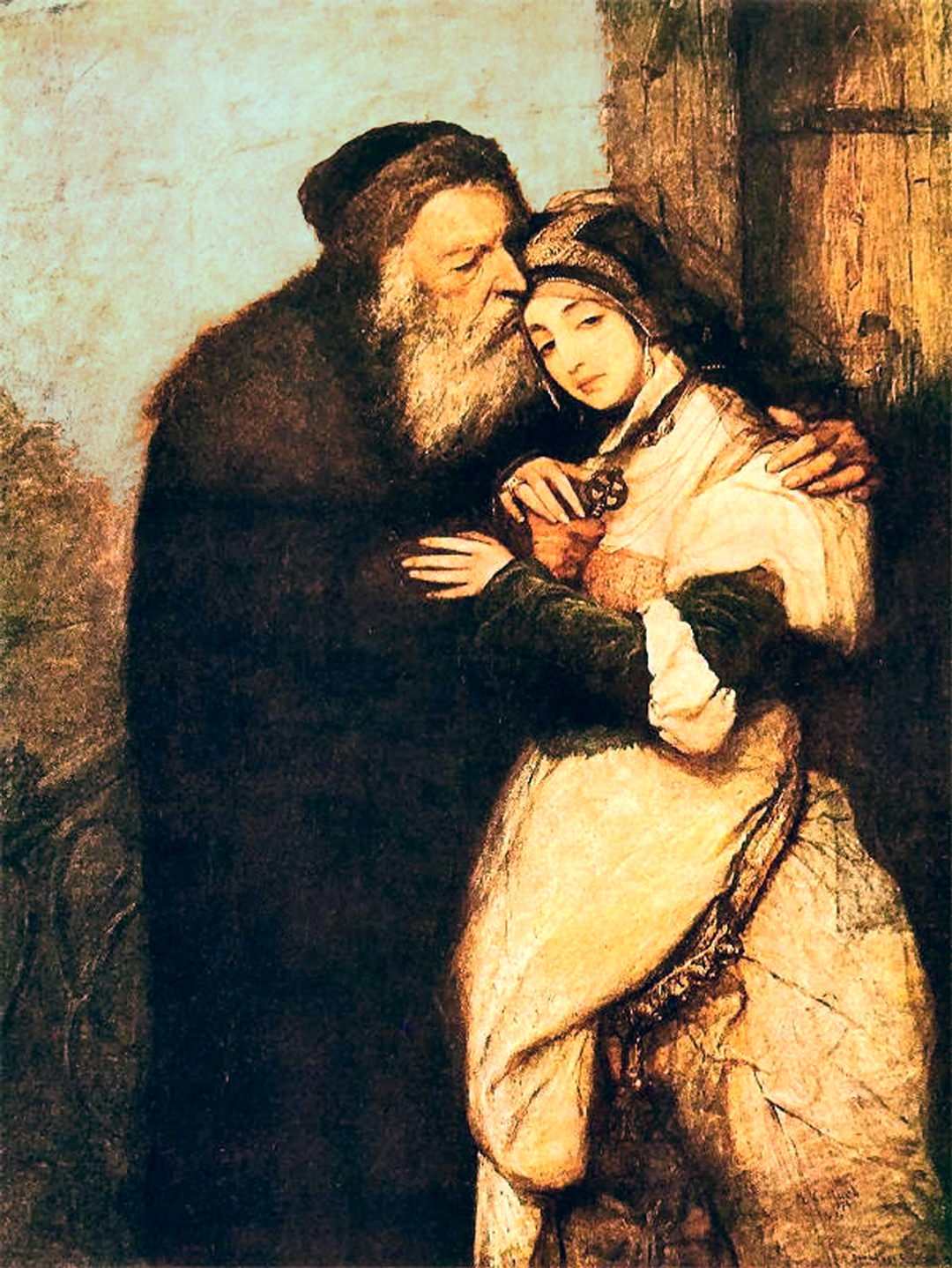
Shylock and Jessica, 1876
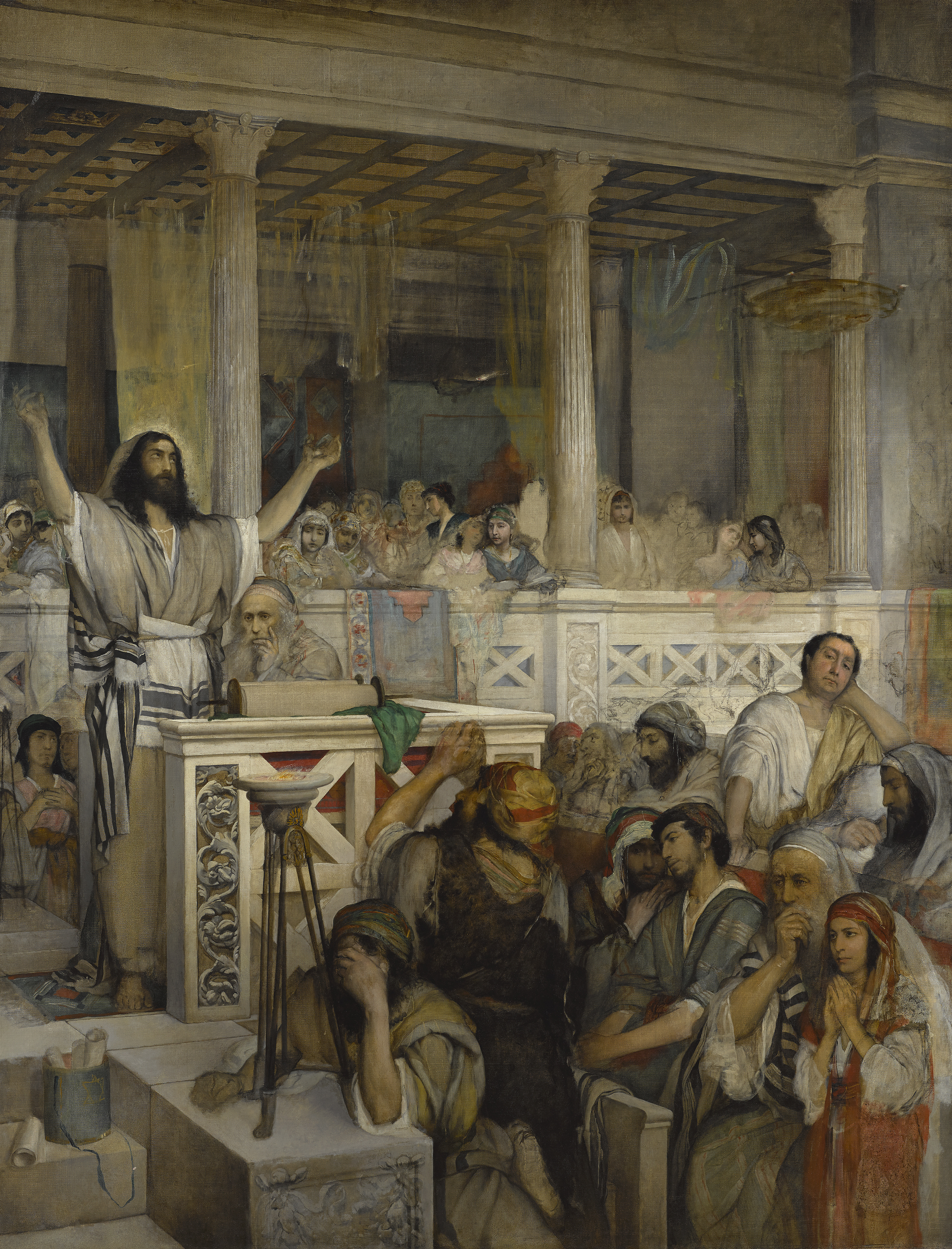
Christ Preaching at Capernaum, 1879
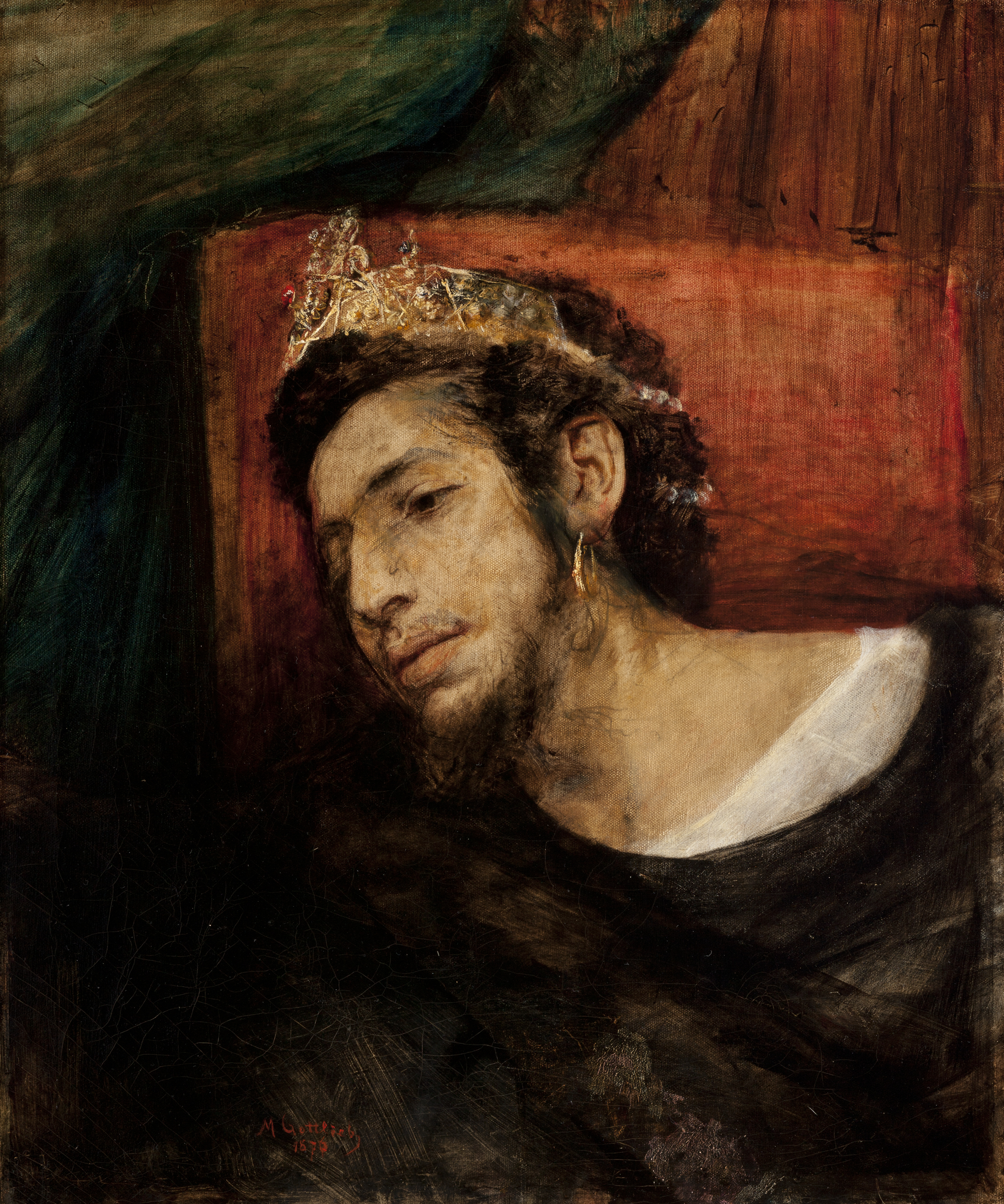
Ahasver (1876)